# Slovensko na Letních olympijských hrách 2016
Slovensko na Letních olympijských hrách v roce 2016.

## Medailisté
| Medaile | Jméno                                         | Sport      | Soutěž      |
| ------- | --------------------------------------------- | ---------- | ----------- |
| Zlato   | Ladislav Škantár Peter Škantár                | Kanoistika | slalom C-2  |
| Zlato   | Matej Tóth                                    | Atletika   | 50 km chůze |
| Stříbro | Matej Beňuš                                   | Kanoistika | slalom C-1  |
| Stříbro | Tibor Linka Denis Myšák Juraj Tarr Erik Vlček | Kanoistika | K-4 1000 m  |